# Ugo Sasso
Ugo Sasso (Torino, 23 marzo 1910 – Roma, 21 luglio 1981) è stato un attore italiano.

## Biografia
Trasferitosi negli anni trenta a Roma, inizia a frequentare il Centro sperimentale di cinematografia. Nel 1934 esordisce nel film di Alessandro Blasetti Vecchia guardia. Da quel momento prende parte, fino al 1945, ad una lunga serie di film, come Tre fratelli in gamba e L'ospite di una notte. Partecipa inoltre alla pellicola di E.B. Clucher Lo chiamavano Trinità..., dove interpreta lo sceriffo azzoppato, e Il delitto Matteotti di Florestano Vancini. Talvolta accreditato con lo pseudonimo Ugo Harden, si è ritirato dalle scene nel 1973.

## Filmografia parziale
- Vecchia guardia, regia di Alessandro Blasetti (1934)
- Joe il rosso, regia di Raffaello Matarazzo (1936)
- Lo smemorato, regia di Alessandro Blasetti (1936)
- Scipione l'Africano, regia di Carmine Gallone (1937)
- Stasera alle undici, regia di Oreste Biancoli (1937)
- Pietro Micca, regia di Aldo Vergano (1938)
- Giuseppe Verdi, regia di Carmine Gallone (1938)
- Ettore Fieramosca, regia di Alessandro Blasetti (1938)
- Tre fratelli in gamba, regia di Alberto Salvi (1939)
- L'ospite di una notte, regia di Giuseppe Guarino (1939)
- Il segreto inviolabile, regia di Julio Flechner de Gomar (1939)
- Arditi civili, regia di Domenico Gambino (1940)
- L'assedio dell'Alcazar, regia di Augusto Genina (1940)
- La forza bruta, regia di Carlo Ludovico Bragaglia (1941)
- Il prigioniero di Santa Cruz, regia di Carlo Ludovico Bragaglia (1941)
- L'ultimo combattimento, regia di Piero Ballerini (1941)
- Luce nelle tenebre, regia di Mario Mattoli (1941)
- La corona di ferro, regia di Alessandro Blasetti (1941)
- Leggenda della primavera, regia di Giorgio Walter Chili (1941)
- Bengasi, regia di Augusto Genina (1942)
- La contessa Castiglione, regia di Flavio Calzavara (1942)
- Un colpo di pistola, regia di Renato Castellani (1942)
- Redenzione, regia di Marcello Albani (1943)
- Il treno crociato, regia di Carlo Campogalliani (1943)
- Rita da Cascia, regia di Antonio Leonviola (1943)
- Piazza San Sepolcro, regia di Giovacchino Forzano (1943)
- La fornarina, regia di Enrico Guazzoni (1944)
- Onora il padre e la madre, episodio de I dieci comandamenti, regia di Giorgio Walter Chili (1945)
- Fabiola, regia di Alessandro Blasetti (1949)
- Buffalo Bill a Roma, regia di Giuseppe Accatino (1949)
- Cavalcata d'eroi, regia di Mario Costa (1949)
- Il figlio di d'Artagnan, regia di Riccardo Freda (1949)
- Il leone di Amalfi, regia di Pietro Francisci (1950)
- O.K. Nerone, regia di Mario Soldati (1951)
- La regina di Saba, regia di Pietro Francisci (1952)
- A fil di spada, regia di Carlo Ludovico Bragaglia (1952)
- Prigioniera della torre di fuoco, regia di Giorgio Walter Chili (1952)
- Voto di marinaio, regia di Ernesto De Rosa (1953)
- Ripudiata, regia di Giorgio Walter Chili (1954)
- Gagliardi e pupe, regia di Roberto Bianchi Montero (1958)
- Il terrore dei barbari, regia di Carlo Campogalliani (1959)
- La scimitarra del Saraceno, regia di Piero Pierotti (1959)
- Il terrore della maschera rossa, regia di Luigi Capuano (1959)
- La cambiale, regia di Camillo Mastrocinque (1959)
- David e Golia, regia di Ferdinando Baldi e Richard Pottier (1960)
- Il gigante di Metropolis, regia di Umberto Scarpelli (1961)
- Drakut il vendicatore, regia di Luigi Capuano (1961)
- Zorro alla corte di Spagna, regia di Luigi Capuano (1962)
- Zorro e i tre moschettieri, regia di Luigi Capuano (1963)
- Il segno di Zorro, regia di Mario Caiano (1963)
- D'Artagnan contro i 3 moschettieri, regia di Fulvio Tului (1963)
- Maciste l'eroe più grande del mondo, regia di Michele Lupo (1963)
- I tre sergenti del Bengala, regia di Umberto Lenzi (1964)
- Il trionfo dei dieci gladiatori, regia di Nick Nostro (1964)
- Agente 3S3 - Passaporto per l'inferno, regia di Sergio Sollima (1965)
- Per un dollaro di gloria, regia di Fernando Cerchio (1966)
- Ramon il messicano, regia di Maurizio Pradeaux (1966)
- Buckaroo (Il winchester che non perdona), regia di Adelchi Bianchi (1967)
- Zan, re della giungla (Tarzán en la gruta del oro), regia di Manuel Caño (1969)
- La vendetta è il mio perdono, regia di Roberto Mauri (1969)
- Lo chiamavano Trinità..., regia di E.B. Clucher (1970)
- Il delitto Matteotti, regia di Florestano Vancini (1973)